# Вествуд (Пенсилванија)
Вествуд (енгл. Westwood) насељено је место без административног статуса у америчкој савезној држави Пенсилванија.

## Демографија
По попису из 2010. године број становника је 950.
| Група             | 2000.    | 2010.       |
| Белци             | 0 (0,0%) | 680 (71,6%) |
| Афроамериканци    | 0 (0,0%) | 157 (16,5%) |
| Азијати           | 0 (0,0%) | 6 (0,6%)    |
| Хиспаноамериканци | 0 (0,0%) | 87 (9,2%)   |
| Укупно            | 0        | 950         |